# هانك موريسون
هانك موريسون (بالإنجليزية: Hank Morrison)‏ هو لاعب كرة قاعدة أمريكي، ولد في 22 مايو 1866 في Olneyville, Providence, Rhode Island ‏ في الولايات المتحدة، وتوفي في 30 سبتمبر 1927 في أتلبورو في الولايات المتحدة.

## وصلات خارجية
- هانك موريسون على موقعبيزبول رفرنس.كوم (الدوري الرئيسي) (الإنجليزية)
- هانك موريسون على موقعبيزبول رفرنس.كوم (الدوري الثانوي) (الإنجليزية)